# (73855) 1996 VE30
(73855) 1996 VE30 – planetoida z pasa głównego asteroid okrążająca Słońce w ciągu 3,4 lat w średniej odległości 2,26 j.a. Odkryta 7 listopada 1996 roku.